# Du riechst so gut
A Du riechst so gut („Jó a szagod/illatod” németül) volt a Rammstein zenekar legelőször megjelent kislemeze, és az első a Herzeleid albumról. A dal egy ragadozóról szól, aki az áldozata után kutat, valamint a szám bemutatja ennek a lénynek őrültségét és megszállottságát. A dal ihletője a Parfüm című Patrick Süskind-regény volt, ami Till Lindemann, az énekes egyik kedvenc könyve.
1998-ban újra kiadták Du riechst so gut '98 címen egy új videóklippel.
A koncerteken Till általában egy íjból lő ki szikrákat minden irányba. Némelyik esetben ugyanezt az eszközt használták más daloknál is, például a Laichzeit-nál az 1997-es Bizarre Festival-on, vagy a Du hast-nál az 1999-es Family Values tour-on. A legutóbbi turnén a gitárszóló alatt a két gitáros, Paul és Richard, egymás mellett állt, és olyan kabátokat hordtak, melyeknek a jobb oldalán (válltól alkarig) lánglövelő csövek helyezkedtek el; egyikük a közönséggel szemben, a másikuk annak háttal helyezkedett el.

## Számok listája
1. Du riechst so gut (Kislemezes verzió)
2. Wollt ihr das Bett in Flammen sehen? (Album verzió)
3. Du riechst so gut (a Project Pitchfork "Scal remix"-e)